# Windows Image Acquisition
Windows Image Acquisition (WIA、Windows Imaging Architectureとも呼ばれる) は、Windowsでイメージスキャナなどから画像を入力するための技術標準の一つである。USBやIEEE 1394を介してデジタルカメラやイメージスキャナをパソコンに接続すると、自動的に認識して画像を取り込むといった機能がある。
Microsoft Windows Me以降のWindowsオペレーティングシステムで、グラフィックソフトウェアがイメージングハードウェアと通信するために使われる、マイクロソフト独自のドライバーモデル、アプリケーションプログラミングインターフェイス（API）である。
TWAINに代わるものとして、2000年にWindows Meで最初に導入され、その後のWindowsバージョンを通じて標準のイメージングデバイスおよびAPIモデルであり続けている。これは、Windows XP以降ではオンデマンドサービスとして実装されている。 

## 概要
WIAは、Microsoft Windows 98の静止画像アーキテクチャ（STI）によって提供されたデジタル静止画像ドライバの規格を拡張したものである。 STIは、デバイスとの間のデータの基本的な転送（および外部デバイスを介したWindowsマシンでの画像スキャンプロセスの呼び出し）を行うための低レベルのインターフェイスのみを提供したが、WIAはデバイスが提供できる独自の機能をオペレーティングシステムに提示することで、アプリケーションがそれらの機能を呼び出すことができるフレームワークを提供する。マイクロソフトによると、WIAドライバーはユーザーインターフェイス（UI）とドライバーで構成され、アプリケーションスペースのUIとWIAサービススペースのドライバーコアの2つの異なるプロセススペースに読み込まれる。
スキャナの中にはWIAをサポートしている機種がある。 

## 追加情報
2002年に、マイクロソフトはWindows Image Acquisition Automation Library Toolをリリースした。このツールは、OLEオートメーションをサポートするプログラミング言語とスクリプト環境を通じてWIA機能へのアクセスを提供する。
Windows XPでは、WIAはLocalSystemコンテキストで実行される。バグのあるドライバーや悪意のある人物がシステムに無制限にアクセスできるLocalSystemとしてサービスを実行すると、セキュリティ上の影響が生じるため、Windows Server 2003とWindows VistaのWIAサービスはLocalServiceコンテキストで動作するようになった。これにより、Windows XP用に設計されたドライバーの利用時に互換性の問題が発生する可能性がある。 
Windows XPでは、自動ドキュメントフィーダースキャナ、プレビュー機能のないスクロールフィードスキャナ、複数ページのTIFF生成のサポートが追加された。  WIAビデオの場合、ビデオストリームから静止フレームをキャプチャできるスナップショットフィルタードライバーが導入されている。
Windows Vistaでは、Windows Image Acquisition 2.0が導入された。 Windows Vistaには、WIAオートメーションライブラリも組み込まれている。 WIA2は、プッシュスキャンとマルチイメージスキャンをサポートする。プッシュスキャンを使用すると、スキャナーのコントロールパネルから直接スキャンを開始してスキャンパラメーターを調整できる。マルチ画像スキャンを使用すると、一度に複数の画像をスキャンして、個別のファイルとして直接保存できる。ただし、ビデオコンテンツのサポートはWindows Vistaから削除されている。 

## WIAを使用するアプリケーション
- Adobe Photoshop
- Paint.NET
- ACDSee
- Chasys Draw IES
- IrfanView
- FastStone Image Viewer
- ScanSnap Home
- ScanSnap Manager
- Windowsスキャナーとカメラウィザード
- Serif PhotoPlus